# 劳伦斯·帕尔默
劳伦斯·帕尔默（英語：Lawrence Palmer，1938年1月7日—），美国男子冰球运动员，场上位置是守门员。他曾代表美国国家队参加1960年冬季奥林匹克运动会冰球比赛，获得一枚金牌。